# João IV de Portugal
João IV (Vila Viçosa, 19 de março de 1604 – Lisboa, 6 de novembro de 1656), apelidado de O Restaurador, foi Rei de Portugal e Algarves de 1640 até a sua morte, e Duque de Bragança entre 1630 e 1645. Foi o líder da Guerra da Restauração pela reconquista e reconhecimento da independência de Portugal do controlo de Espanha.
Ao 1.º de dezembro de 1640 deu-se o golpe de Estado revolucionário que lhe deu o reinado de Portugal e, em 15 de dezembro, foi aclamado Rei de Portugal.

## Início de vida
Era filho de D. Teodósio II, sétimo duque de Bragança e da duquesa Ana de Velasco e Girón, nobre da corte espanhola e filha do duque Juan Fernández de Velasco, com a duquesa Maria de Téllez-Girón. João herdou o senhorio da casa ducal em 1630 como João II e foi o 8.º  duque de Bragança, 5º duque de Guimarães e 3.º duque de Barcelos. Foi ainda 7.º  marquês de Vila Viçosa e conde de Barcelos, Guimarães, Arraiolos, Ourém e Neiva, e também 14º Condestável de Portugal.

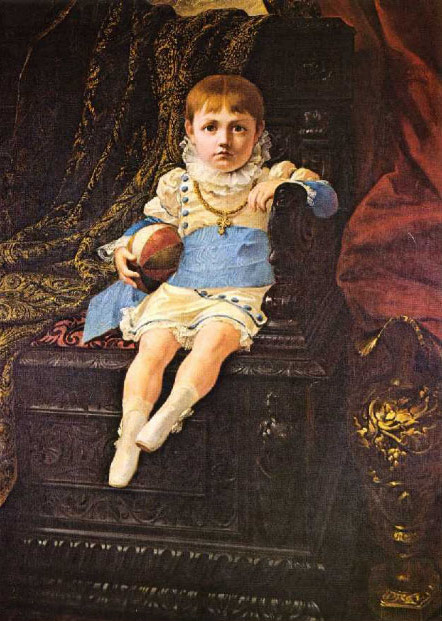
Dom João IV Infante, Duque de Bragança (1879). Pedro Américo, Museu Nacional de Belas Artes do Brasil

Por via paterna, era trineto do rei D. Manuel, através da duquesa Catarina, infanta de Portugal, sua avó paterna. Ficou para a história como O Restaurador (por haver sido restaurada a independência nacional, pois antes Portugal estava sendo dominada por uma Casa Real estrangeira, a Casa de Habsburgo, tendo acontecido isto por casamentos entre a realeza portuguesa e a do Reino de Espanha) ou O Afortunado (por aparentemente, uma vez "caída a coroa na sua cabeça", não ter querido reinar, e só se ter decidido após a intervenção da esposa).
Em «História de Portugal», volume V, Joaquim Veríssimo Serrão afirma — «do seu aio D. Diogo de Melo recebeu aprimorada educação e o gosto pela montaria; e do doutor Jerónimo Soares uma boa preparação nas letras clássicas e em teologia. Também se deu a estudos de música, ouvindo as lições do inglês Robert Tornar, que o duque Teodósio contratara para mestre da capela de Vila Viçosa.»
A Casa de Bragança tinha grande prestígio no reino e o oitavo duque tinha a vantagem de beneficiar da crescente degradação do governo filipino e de um ambiente mais propício à revolta, haja vista os excessos da tributação lançada por Olivares. O duque ajudou a construir sua própria imagem de homem não comprometido e permitiu que o erguessem como reserva única da Nação sedenta de autonomia política.
Quando em agosto de 1633 visitou o marquês de Ferreira em Évora, com seu irmão Alexandre, «a cidade acolheu-o com as marcas próprias de um soberano, na desejada antevisão da sua realeza». Para Veríssimo Serrão, «pode aceitar-se que o projeto de uma revolta tenha depois ocorrido no Paço de Vila Viçosa, no convívio do duque com dois precursores da ideia: o secretário João Pinto Ribeiro e Pedro de Mendonça Furtado, alcaide de Mourão.» A versão de que não queria tomar a chefia do movimento por receio ou hesitação nasceu porque seu desejo, «por não sentir a madureza do fruto», estava em aquietar o povo, por entender que motins trariam a inevitável reação da coroa espanhola. Teria também havido uma sondagem junto do seu irmão Duarte, que combatia no exército imperial e chegou a Lisboa em 12 de agosto de 1638, para «concertar os negócios da sua fazenda», em viagem de carácter particular. Mas sabe-se que o duque não quis arriscar o futuro e se limitou a promessas de auxílio no caso de o movimento triunfar. Diz Veríssimo Serrão que «a aparente indecisão do duque encobria, desde a primeira hora, uma vontade firme de triunfo, servindo plenamente o desejo dos conjurados. Não era D. João o chefe de uma revolta, mas a figura a quem cabia exercer a realeza, tendo de estar acima da organização militar que lhe abria as portas do trono.»

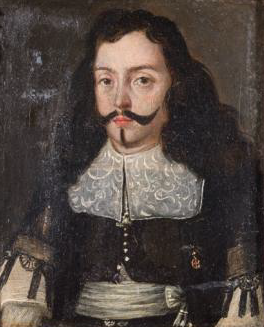
D. João IV, Museu de Évora (século XVII, autor desconhecido)

## Restauração da independência e Antecedentes da Revolução

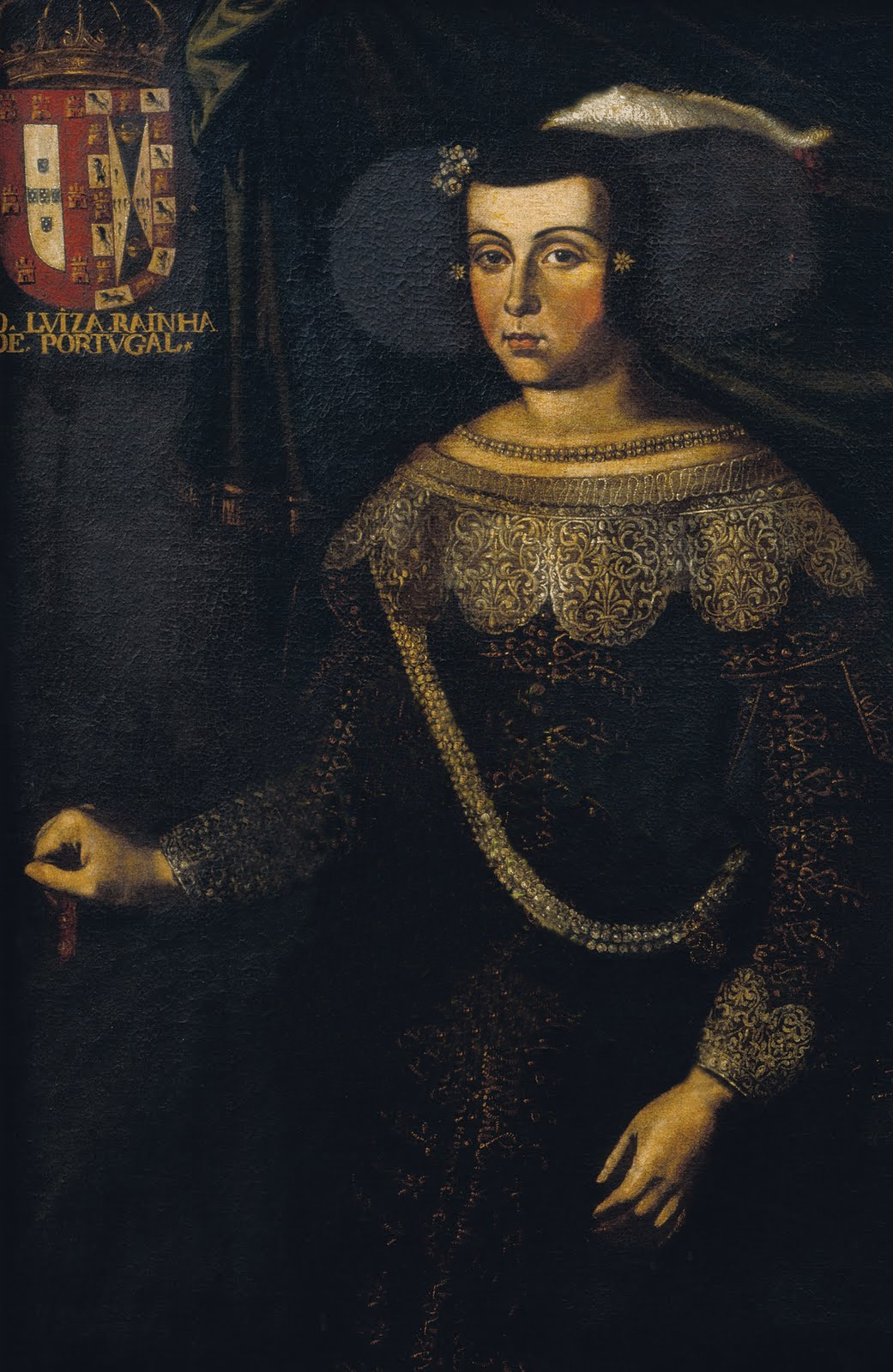
Atribui-se a D. Luísa de Gusmão a frase "Antes rainha por um dia, que duquesa toda a vida"

Em 1629, no Porto, aconteceu a Revolta das Maçarocas, que não queria que o Governo de Lisboa fizesse um imposto à compra do linho fiado para comprar armas e suprimentos para as guerras em que Espanha estava envolvida. E em 1637 em Évora decorreu a Revolta do Manuelinho contra o aumento dos impostos.
Em 1640, quando a burguesia e a aristocracia portuguesas, descontentes com o domínio castelhano sobre Portugal que se propunha efectivar o valido Duque de Olivares, terminando com a monarquia dual, quiseram restaurar a dinastia portuguesa, foi ele o escolhido para encabeçar a causa. D. João aceitou a responsabilidade com relutância, diz a lenda que incentivado sobretudo pela sua mulher Luísa de Gusmão. Este facto ter-se-á devido à prudência que se impunha na escolha da conjuntura favorável, e do tempo preparatório necessário para o efeito, visto Portugal nessa época estar quase desarmado, e Castela ser ainda ao tempo a maior potência militar na Europa. Luísa de Gusmão, sendo irmã do Duque de Medina Sidónia que sonhou revoltar-se com a Andaluzia de que chegou a sonhar ser rei, estaria talvez influenciada por ele.
A nomeação do duque para governador-geral das armas de Portugal veio a ser o motor da revolta, propiciando-a. Nos fins de junho de 1639 esteve em Almada, sendo visitado por muitos nobres, desesperados alguns com as violências do governo filipino. Entre eles, Pedro de Mendonça Furtado, acima referido, Jorge de Melo (irmão do Monteiro-mor), Antão de Almada e o velho Miguel de Almeida (da casa de Abrantes). O plano da conjura teria sido então apresentado ao Duque mas nessa altura ele recusou, pela consciência de que «não havia ainda ocasião» e aconselhou prudência aos mais exaltados. No dia 1º de julho, o duque foi a Lisboa saudar a princesa Margarida de Saboia (duquesa de Mântua) e teve calorosa recepção da parte da nobreza, dos membros do clero e do povo.
Eram factores vivos de revolta a forçada presença de muitos nobres portugueses em Madrid, e a novidade de um recrutamento de tropas lusitanas para irem ajudar a reprimir a independência recentemente declarada da Catalunha. Em agosto de 1640, Filipe III de Portugal pretendeu convocar cortes nos seus outros reinos de Aragão e de Valência, para aquietar o espírito dos catalães, ordenando que o acompanhassem nessa jornada também fidalgos portugueses, sobretudo aqueles que eram comendadores das ordens militares. «Todos compreenderam que partindo para a Espanha iriam acelerar o processo de absorção política que o conde-duque de Olivares pretendia», segundo o referido Veríssimo Serrão, e «na recusa de muitos em cumprir o mandado régio terá de ver-se o detonador do movimento que veio a estalar em 1.º de dezembro seguinte.»
Houve então uma reunião em 12 de outubro em casa de Antão de Almada. Mendonça Furtado foi a Évora, sondar o Francisco de Melo, marquês de Ferreira, também ele um Bragança, e outros nobres, e depois a Vila Viçosa, onde não escondeu ao duque a urgência dos conjurados em lançarem o movimento. Para a aceitação de D. João teriam contribuído António Pais Viegas e a duquesa Luísa que, segundo a tradição romântica tardia, «de maneira varonil, quebrara os receios do marido ao afirmar que antes queria morrer reinando do que acabar servindo.»

## Reuniões secretas

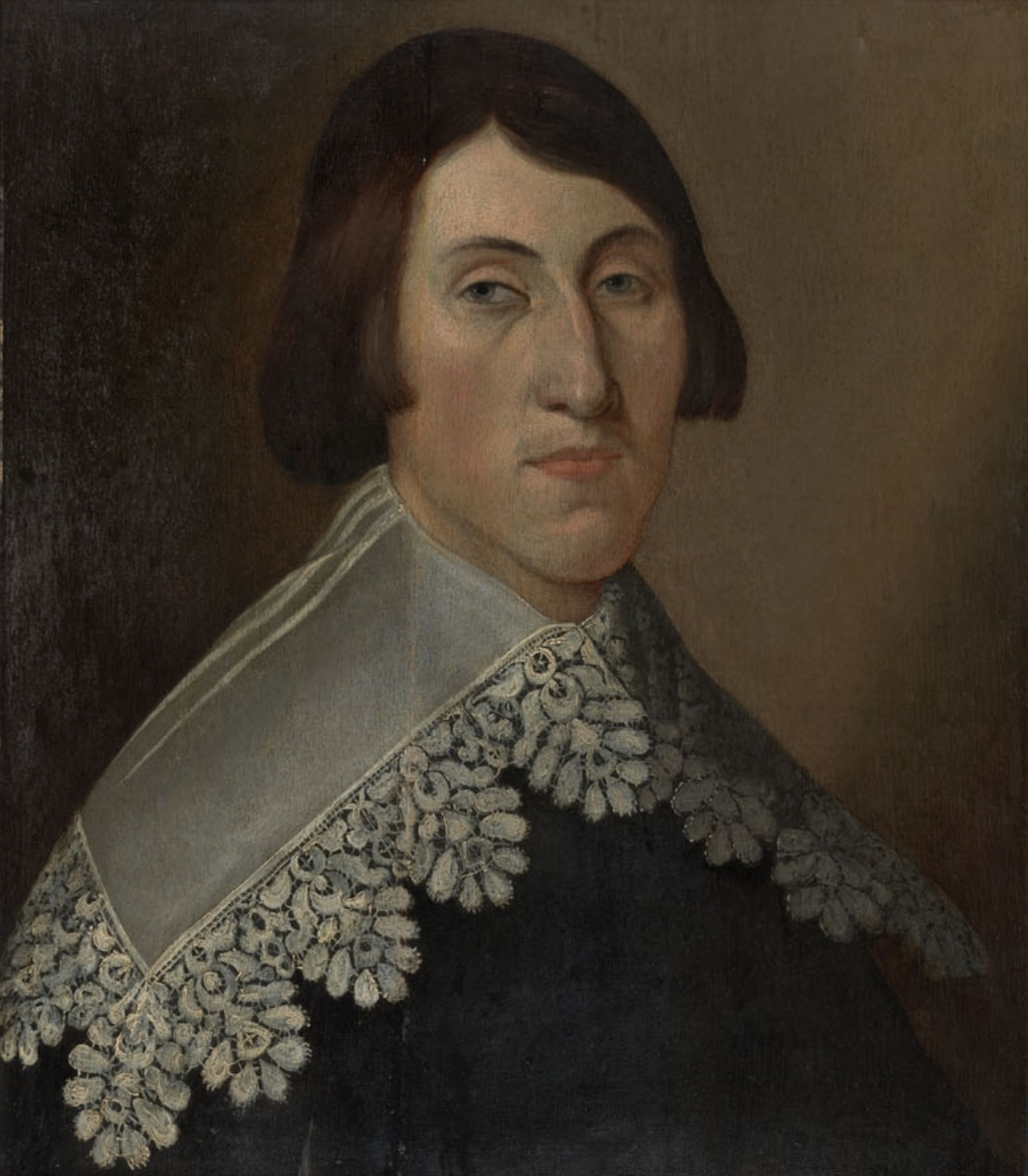
João Pinto Ribeiro, administrador dos negócios da Casa de Bragança em Lisboa, foi o ativo intermediário entre os Quarenta Conjurados e o duque de Bragança.

Depois da conversa definitiva com o Duque de Bragança, os conspiradores reuniram-se várias vezes em Lisboa para combinarem como e quando haviam de fazer a revolução.
Essas reuniões tinham de ser feitas às escondidas para que não chegassem aos ouvidos da regente Duquesa de Mântua e do secretário de Estado Miguel de Vasconcelos. Se a notícia se espalhasse, seriam acusados de traição e condenados à morte.
Mas, mesmo que não conseguissem provas para os incriminar, qualquer rumor acerca do que se preparava teria efeitos desastrosos porque os soldados castelhanos de guarnição em Lisboa ficariam em estado de alerta, eliminando-se o efeito surpresa. Todo o cuidado era pouco.
As reuniões realizaram-se em 3 sítios: no palácio de Jorge de Melo, em Xabregas, no Palácio dos Duques de Bragança em Lisboa, no Chiado, e no Palácio Almada, de Antão de Almada, no Rossio (hoje mais chamado Palácio da Independência por essa razão). Para não levantar muitas suspeitas os conspiradores nunca iam juntos e cada um seguia no seu coche com as cortinas corridas.

## Ascensão
A fonte coeva fundamental sobre o assunto é o volume I da História de Portugal Restaurado da autoria do Conde da Ericeira, republicada modernamente no Porto em edição anotada e prefaciada por António Álvaro Dória, em 1945.
Narra a tradição que Filipa de Vilhena, futura marquesa de Atouguia, armou cavaleiros na véspera da conjura, a fim de nela poderem participar, a seus filhos Francisco Coutinho e Jerónimo de Ataíde. O mesmo diz ter feito outra intrépida fidalga, Mariana de Lancastre, armando cavaleiros pela mesma altura aos seus dois filhos Fernão Teles de Menezes, futuro primeiro conde de Vilar Maior, e António Teles da Silva, futuro governador-geral do Brasil.
É costume afirmar que Miguel de Vasconcelos não soube da revolta, pelo que não tomou providências. Mas está provado, diz o historiador Joaquim Veríssimo Serrão, que lhe chegaram anteriormente rumores da conjura e que na véspera recebeu uma carta, que por descuido não abriu, com o nome dos conjurados.
O número de fidalgos intervenientes no Primeiro de Dezembro é geralmente dito de quarenta, talvez por arrastamento mental do ano da revolução, afirmando no entanto alguns autores que foram em maior número do que esse.
No dia 1 de dezembro, às 9 horas da manhã dirigiram-se os fidalgos e os seus criados, todos bem armados, ao Paço da Ribeira, onde entraram nos aposentos da princesa regente, a vice-rainha Margarida Gonzaga, duquesa viúva de Mântua, prima do rei Habsburgo, que facilmente a encontraram e obrigaram a escrever ao alcaide do Castelo de São Jorge para não os atacar e prenderam-na, passando a procurar (e posteriormente executar) então a Miguel de Vasconcelos, o português traidor secretário de Estado, que era aliado do valido castelhano Olivares no seu recente projeto de anexação de Portugal e outros reinos a Castela, no quadro de uma centralização à francesa, inspirada no modelo de Richelieu, que desejava aplicar à multifacetada monarquia hispânica filipina em bloco, quando lá chegaram Miguel apercebendo-se do que estava a acontecer, escondeu-se num armário, de repente mexe-se e apercebendo-se da companhia do secretário abriram o armário e mataram-no, depois atiraram-no pela janela do Paço da Ribeira e o povo que lá estava começou a pisar-lhe o corpo.
O principal comando da operação parece ter estado nas mãos de Miguel de Almeida, futuro conde de Abrantes, de Jorge de Melo, irmão do Monteiro-mor, de Antão de Almada, que veio a ser o primeiro embaixador em Londres, e de João Pinto Ribeiro, agente do duque de Bragança em Lisboa. Após eles, outros fidalgos — todos filhos segundos — como João da Costa, Gastão Coutinho, João Saldanha da Gama, Manuel de Melo, os dois referidos irmãos António Teles da Silva e Fernão Teles de Meneses, António Mascarenhas e outros. Esta delegação da responsabilidade da insurreição nos filhos segundos das casas fidalgas, a exemplo do que em outras várias ocasiões sucedeu na História de Portugal até ao século XIX, permitia manter a salvo de consequências maiores e mais graves as mesmas, se a insurreição viesse a falhar, permanecendo oficialmente os chefes de casa fiéis à ordem reinante, e ignorantes da conspiração da juventude.

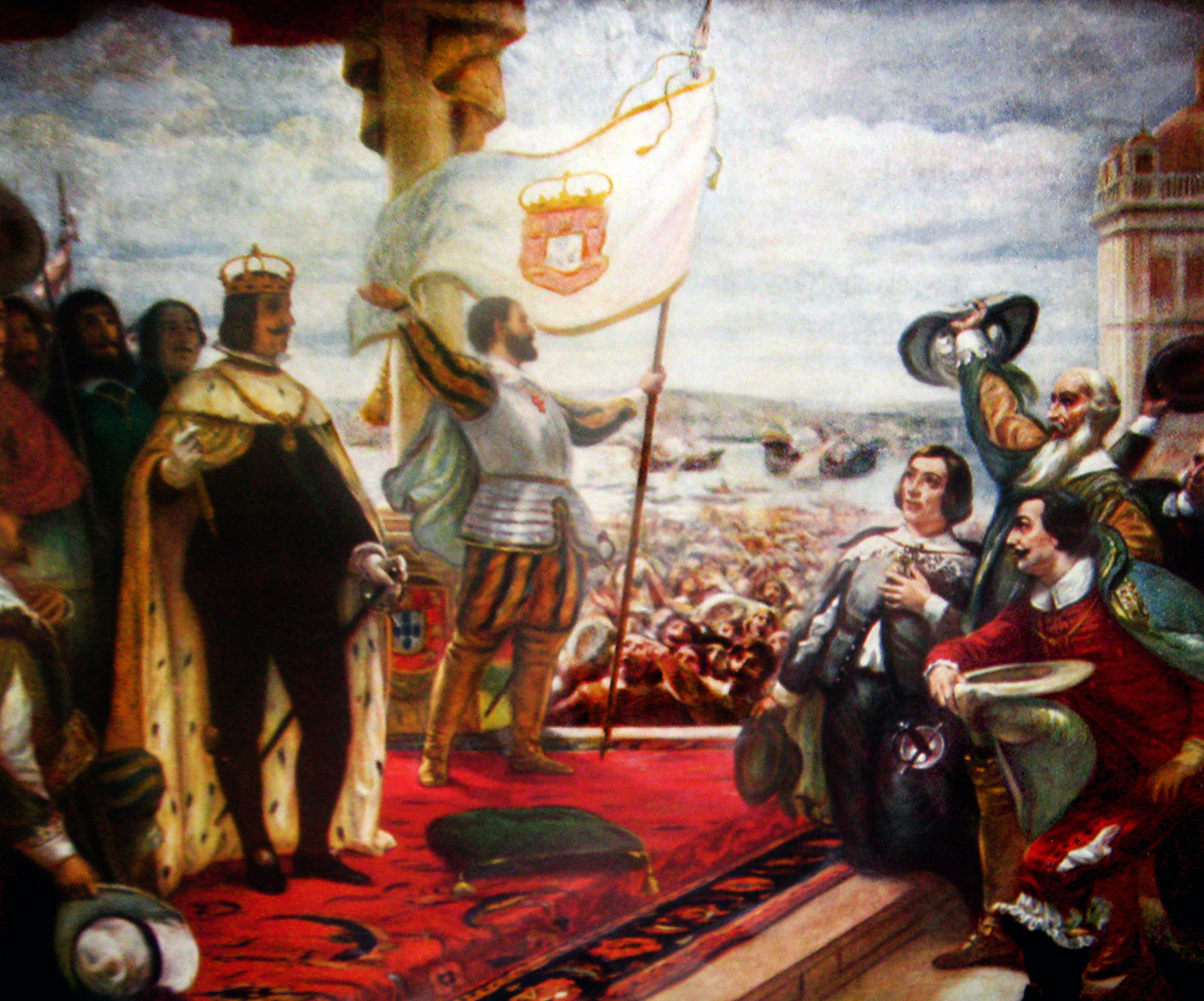
Aclamação de João IV de Portugal, por Veloso Salgado, no Museu Militar de Lisboa

Naquele tempo as notícias viajavam por mensageiros e portanto demoravam a chegar ao destino. O Duque de Bragança aguardava no Palácio de Vila Viçosa o resultado da conspiração e, segundo os documentos da época, só soube a boa-nova no dia 3. Muitos outros mensageiros espalharam-se por todo o país a cavalo, levando consigo cartas para as autoridades de cada terra se encarregarem de aclamar o novo rei. A Aclamação real em todo o território português fez-se pacifica e alegremente, desde Bragança ao Algarve, desde o Minho à Madeira, de Lisboa a Macau, passando pelo Brasil, África e Índia: exceto na cidade de Ceuta, que dependia excessivamente por então do suporte militar e alimentar por parte da sua vizinha Castela, a quem continuou ligada. Por todo o lado as populações explodiam de felicidade.
Logo se escolheram os governadores provisórios do Reino, durante os poucos dias que decorreriam até à chegada de João à sua capital: Rodrigo da Cunha, arcebispo de Lisboa, Sebastião de Matos de Noronha, arcebispo de Braga, e o visconde de Vila Nova de Cerveira Lourenço de Lima, os quais deram ordem para os tribunais continuarem no exercício de funções, pois estava garantido o sossego da cidade.
João IV chegou a Lisboa na noite de 6 de dezembro. Nos dias seguintes houve festejos, procissões e iluminações públicas. Enquanto se preparava a cerimónia da aclamação, o rei ocupava-se a nomear embaixadores, que deveriam partir a fim de que os países estrangeiros reconhecessem a alteração dinástica em Portugal, e generais, que deviam encarregar-se da defesa das fronteiras e dos portos. Ninguém tinha dúvidas que o tirano destronado Filipe III, e sobretudo o seu valido castelhano Olivares, não iriam cruzar os braços. Decerto este trataria de preparar exércitos para invadir Portugal. A notícia da aclamação da casa de Bragança chegou a Madrid a 7 de dezembro, levada por um estafeta castelhano ao serviço do governador de Badajoz. Como era de prever, os castelhanos acusaram de traição não só ao Duque de Bragança mas a todos os que tinham participado no movimento palaciano. No entanto, as tropas castelhanas não marcharam logo para a fronteira portuguesa porque estavam demasiado ocupadas e dispersas nos teatros da Guerra dos Trinta Anos, e nomeadamente com a revolta da Catalunha suportada militarmente pela França de Richelieu, o que deu tempo aos portugueses para se organizarem na defesa.

D. João IV (século XVII, por José de Avelar Rebelo)

No dia 15 de dezembro de 1640, foi alçado e aclamado solenemente em Lisboa João IV. A cerimónia decorreu num grande teatro de madeira armada, revestido de preciosos panejamentos, contíguo à engalanada varanda do Paço da Ribeira, e com ela comunicante. Varanda pela qual saiu o novo rei em complicado e demorado cerimonial hierárquico para o Terreiro defronte aonde, diante da Nobreza, do Clero e do Povo de Portugal, jurou manter, respeitar, e fazer cumprir os tradicionais foros, liberdades e garantias dos Portugueses, violados pelo seu antecessor estrangeiro.
Esteve o monarca rodeado dos mais altos oficiais-mores da corte portuguesa, fidalgos que em geral manteve nos cargos e dignidades áulicas que já exerciam anteriormente: o camareiro-mor João Rodrigues de Sá, o Condestável Francisco de Melo, marquês de Ferreira, o alferes-mor Fernão Teles de Meneses, 1º conde de Vilar Maior, o mordomo-mor Manrique da Silva, futuro primeiro marquês de Gouveia, o reposteiro-mor Bernardim de Távora e o guarda-mor Pedro de Mendonça Furtado. A oração de praxe da aclamação, documento político -jurídico enunciando os direitos esbulhados da casa de Bragança ao trono português nesse dia restaurados, coube a um notável jurista que se destacaria depois também como diplomata, Francisco de Andrade Leitão. E depois do alferes-mor entoar em uníssono com todos os presentes, em alta voz, o triplo brado tradicional, Real, Real, por El-Rei D. João de Portugal, o Conde de Cantanhede, presidente do Senado da Câmara de Lisboa, fez entrega ao rei das chaves da cidade, tendo então início o solene cortejo que processionalmente se dirigiu rumo à Sé, aonde foi celebrado um solene Te Deum de graças.
É também de frisar que em 1646 D. João IV proclamou e coroou rainha de Portugal a Virgem Maria sob a invocação da Nossa Senhora da Conceição ou Imaculada Conceição, que a partir desse momento ficou estabelecida como Rainha e Padroeira de Portugal. Esta ação repercutiu-se até hoje, na devoção dos portugueses a Nossa Senhora, Mãe de Deus, patente no número largo de orações e cânticos que evocam Nossa Senhora e Portugal como pares.

## O irmão do rei

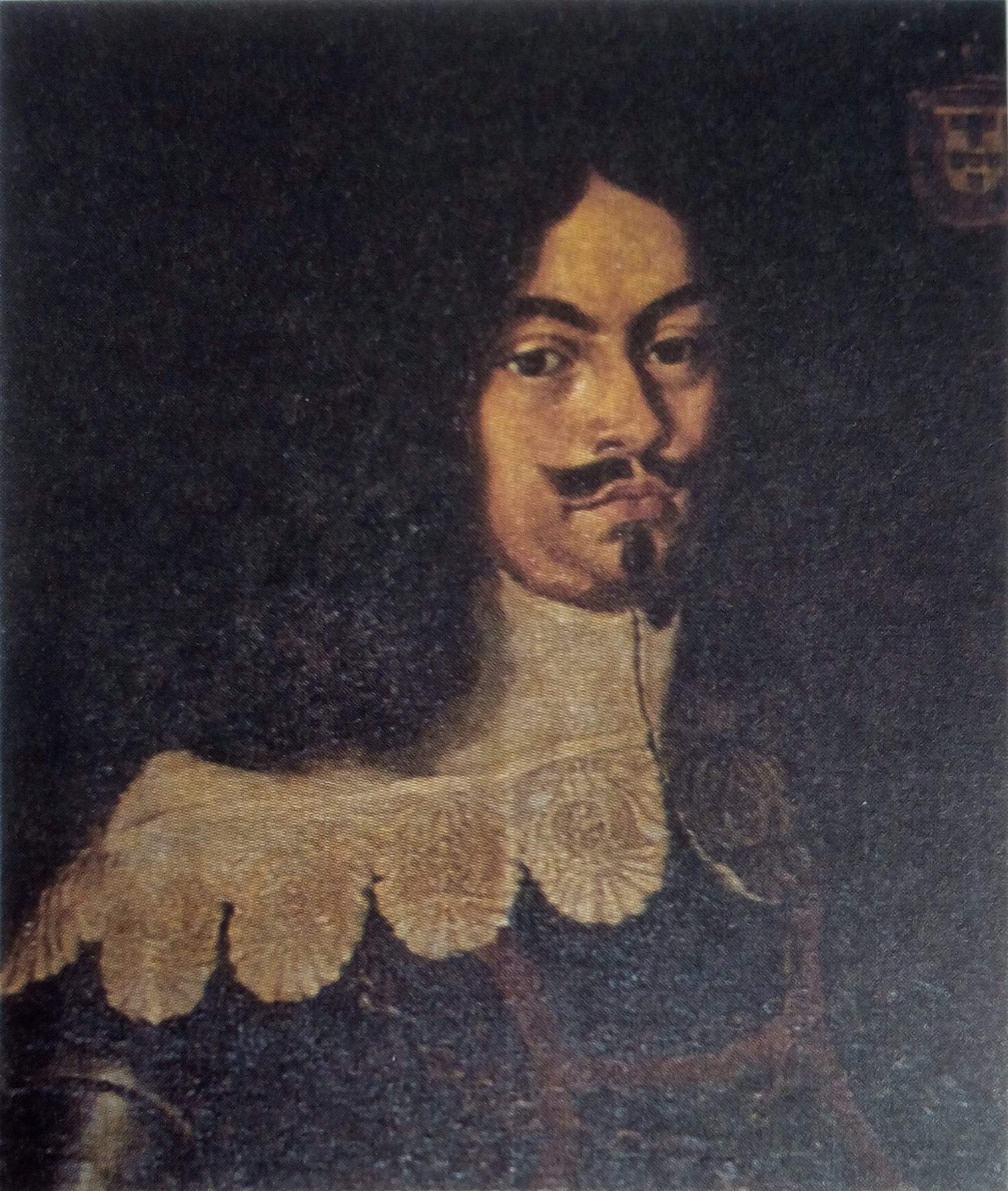
D. Duarte de Bragança

Militar corajoso e competente, D. Duarte de Bragança decidira participar na Guerra dos Trinta Anos. Em 1638 visitou Portugal e, como o Duque de Bragança nessa altura estava ainda renitente em aceitar a coroa e encabeçar uma rebelião, os conspiradores chegaram a pensar escolher Duarte para esse efeito, tal como haviam pensado, em último recurso, numa República — estas ofertas no entanto podem não ter passado de oratória persuasiva por parte dos fidalgos mais jovens, junto da casa de Bragança, mais prudente.
Seja como for, ainda não era hora, e caso este projeto relativo ao infante D. Duarte tenha existido mesmo, sendo duvidoso que o aceitasse sem consentimento do irmão mais velho, o dito não se concretizou.
Assim, aquele que alguns pensam que poderia ter tido hipótese de ter vindo a ser rei de Portugal acabou preso na Alemanha, porque o imperador Fernando III, também ele um Habsburgo, era aliado do destronado Filipe III de Portugal, seu primo. A pedido deste, em 1641, encarcerou o infante português. As esforçadas diligências diplomáticas portuguesas, arrastadas por muitos anos, não conseguiram libertá-lo, morrendo o infante solteiro e sem geração, ingratamente no cativeiro, à ordem do próprio soberano que fora servir.

## A Guerra da Restauração

Bandeira pessoal de João IV

Bandeira pessoal de João IV (alternativa)

Após a restauração, o problema militar era primordial. Um decreto de 11 de dezembro de 1640 instituiu o Conselho de Guerra formado por 10 membros com experiência militar: o conde de Óbidos, Matias de Albuquerque, Francisco de Faro, Gastão Coutinho, João Pereira Corte-Real, Álvaro de Abranches, Jorge de Melo, Fernão da Silveira, Jorge de Meneses e Vasco Fernandes César.
Uma parte da nobreza e alguns prelados se mostraram hostis, e em Madrid assim que a «rebelião» do duque de Bragança foi conhecida, foi considerado traidor, versão que a diplomacia filipina espalhou nas capitais europeias. Os que viviam em Madrid recusaram a oferta de regresso e de perdão do monarca, «na inveja senhorial que mantinham pela casa de Bragança», segundo Veríssimo Serrão. Houve assim grave cisão no corpo da nobreza, que se confirma pelas tensas e lembranças concedidas desde 1641, e «a limpeza no tecido social alterou em muitas famílias o quadro da sucessão patrimonial, havendo muitos nobres que pagaram com o definitivo exílio o seu desamor ou falta de confiança na Restauração». Houve mesmo tentativa de assassinar João IV e no «Rossio, a 29 de agosto de 1641, pagaram os riscos da conspiração o marquês de Vila Real, o duque de Caminha, o conde de Armamar e Agostinho Manuel de Vasconcelos, assim como o doutor Belchior da Fonseca, Cristóvão Cogominho, guarda-mor da Torre do Tombo, Pedro de Baeça», alguns mercadores, e outros mais. «A sentença puniu os crimes de lesa-pátria e lesa-majestade, pelo que o silêncio foi tido por encobrimento.»
Seguiu-se uma guerra com Espanha na península e nas colónias, onde Portugal foi assistido pela Inglaterra, França e Suécia (adversários dos espanhóis na guerra dos trinta anos). Pese embora a conjura de 1641 contra o novo rei, da qual resultou uma severa punição para os seus responsáveis, João IV teve o apoio da grande maioria da sociedade portuguesa, o que lhe permitiu criar novos impostos, desvalorizar a moeda e recrutar voluntários para fazer face às necessidades monetárias e humanas de um confronto militar que se adivinhava próximo com a vizinha Espanha.
João IV enviou também diplomatas às principais cortes europeias com o objetivo de conseguir o reconhecimento da independência e de obter apoios financeiros e militares. Sendo necessário justificar que João IV não era um rebelde mas sim o legítimo herdeiro do trono, que havia sido usurpado por Filipe II de Espanha. João IV assume-se como o herdeiro de Catarina de Bragança, candidata ao trono e afastada por Filipe II em 1580.
Das Cortes de 1641 saiu uma nova doutrina que defendia que o poder provinha de Deus através do povo, que, por sua vez, o transferia para o rei. Em caso de usurpação ou tirania, o povo tinha o poder de destituir o rei, precisamente o que aconteceu com Filipe IV.

### Campanhas militares
Em 1641, verificaram-se também os primeiros confrontos. O Alentejo era visado, como parte mais vulnerável do Reino e principal domínio da Casa de Bragança, além de porta natural da foz do Tejo. O conde de Vimioso concentrou em Elvas os meios de defesa mas, tendo-se fortalecido em Badajoz, o conde de Monterrey atacou Campo Maior e Olivença. Vimioso foi substituído por um militar com experiência ultramarina, Matias de Albuquerque, que providenciou a defesa das praças, do Marvão a Serpa.
Em 1642, houve ataque ao sotavento algarvio, Alcoutim e Castro Marim, mas o perigo foi conjurado. Na Beira Alta e no Alto Minho houve apenas escaramuças. Na primavera de 1644, os espanhóis concentraram seu poderio em Badajoz, e a primeira grande vitória do exército português se deu em 26 de maio na Batalha do Montijo, além de uma tentativa fracassada dos espanhóis no cerco de Elvas. Montijo revigorou o ideal da Restauração, e Matias de Albuquerque recebeu o título de conde de Alegrete.
A Espanha estava fortemente mergulhada na Guerra dos Trinta Anos, «a cuja paz a nação vizinha aspirava para poder lançar seu peso militar contra Portugal», pelo que foi preciso esperar pelo fim da guerra entre franceses e espanhóis, em 1659, para que os espanhóis pudessem concentrar todas as suas atenções na anulação da Restauração portuguesa. Os anos até 1656 foram salvadores para Portugal, ajudando a coroa a empreender o grande esforço militar e financeiro para assegurar o triunfo.
Momento perigosíssimo para a política deste rei foi 1648-1649, o da reconquista de Angola e São Tomé por Salvador Correia de Sá e Benevides: a assinatura da Paz de Munster tornara-se um perigo para a Restauração, pois a Espanha reconhecia aos holandeses a posse das capitanias do Brasil, o que era de molde a comprometer a dupla política real. O Rei chegou por um momento a encarar a hipótese de se transferir para a ilha Terceira, a fim de salvar a coroa da ameaça militar que Filipe IV lançaria sobre o reino. Chegou a aventar-se o pagamento de uma indemnização para que a Holanda deixasse o Nordeste brasileiro. E foi do Brasil que veio a solução militar que em breve iria pôr fim ao domínio flamengo. Em 19 de fevereiro de 1649 ocorreu a segunda vitória dos Guararapes, que tornou irreversível, cinco anos depois, a expulsão dos holandeses.

### AAmérica portuguesa
(Nota: o termo "América Portuguesa" é melhor aceite pela historiografia brasileira, pois não pressupõe que a formação do Brasil independente estivesse dada ab initio)
Em 1640, por ocasião da Restauração Portuguesa, o novo monarca, D. João IV, enfrentava três desafios de política externa:
- O reconhecimento da independência lusitana e dos direitos da dinastia Bragança;
- A defesa das fronteiras contra a Espanha;
- A reivindicação das colônias perdidas no ultramar para as Províncias Unidas dos Países Baixos.

Na conjuntura da trégua dos doze anos (1609–1621), até ao final da União Ibérica, o comércio com o Brasil formava um núcleo de interesses que seria vital, a partir de 1640, para sustentar a independência recobrada. De oriental, o império tornava-se atlântico, mudando a base económica das especiarias para o açúcar.
Em termos de Brasil e de colónias espanholas, a trégua dos Doze Anos funcionou bem. Se os zelandeses instalaram-se nas Guianas, o avanço luso-brasileiro sobre o delta do Amazonas, com a fundação de Belém (1616), os isolou e neutralizou. A trégua foi fundamental para a consolidação do Atlântico português.
O término da trégua, seguida da criação da Companhia Holandesa das Índias Ocidentais (1621), que fora protelada durante aqueles anos, desencadeou a ofensiva neerlandesa contra o Brasil.
Em 1625, os espanhóis conquistam Breda (Flandres) e restauram a Bahia. A tela A Rendição de Breda, de Velásquez, retrata o episódio. A esquadra ibérica Jornada dos Vassalos força a retirada neerlandesa de Salvador. Contudo, em 1630, o poder espanhol já não era o mesmo: o fosso entre recursos financeiros e compromissos internacionais aprofundara-se. Somente em 1637, Madrid despacha a esquadra do Conde da Torre, cujo fiasco abriria espaço para a insurreição de Catalunha e a Restauração Portuguesa em 1640. Assim, o ainda rei de Portugal D. Filipe III de Portugal e IV da Espanha, e seu ministro Olivares ofereceram, em 1640, o reconhecimento do Brasil Holandês em troca da retirada do apoio a Lisboa e a Barcelona.

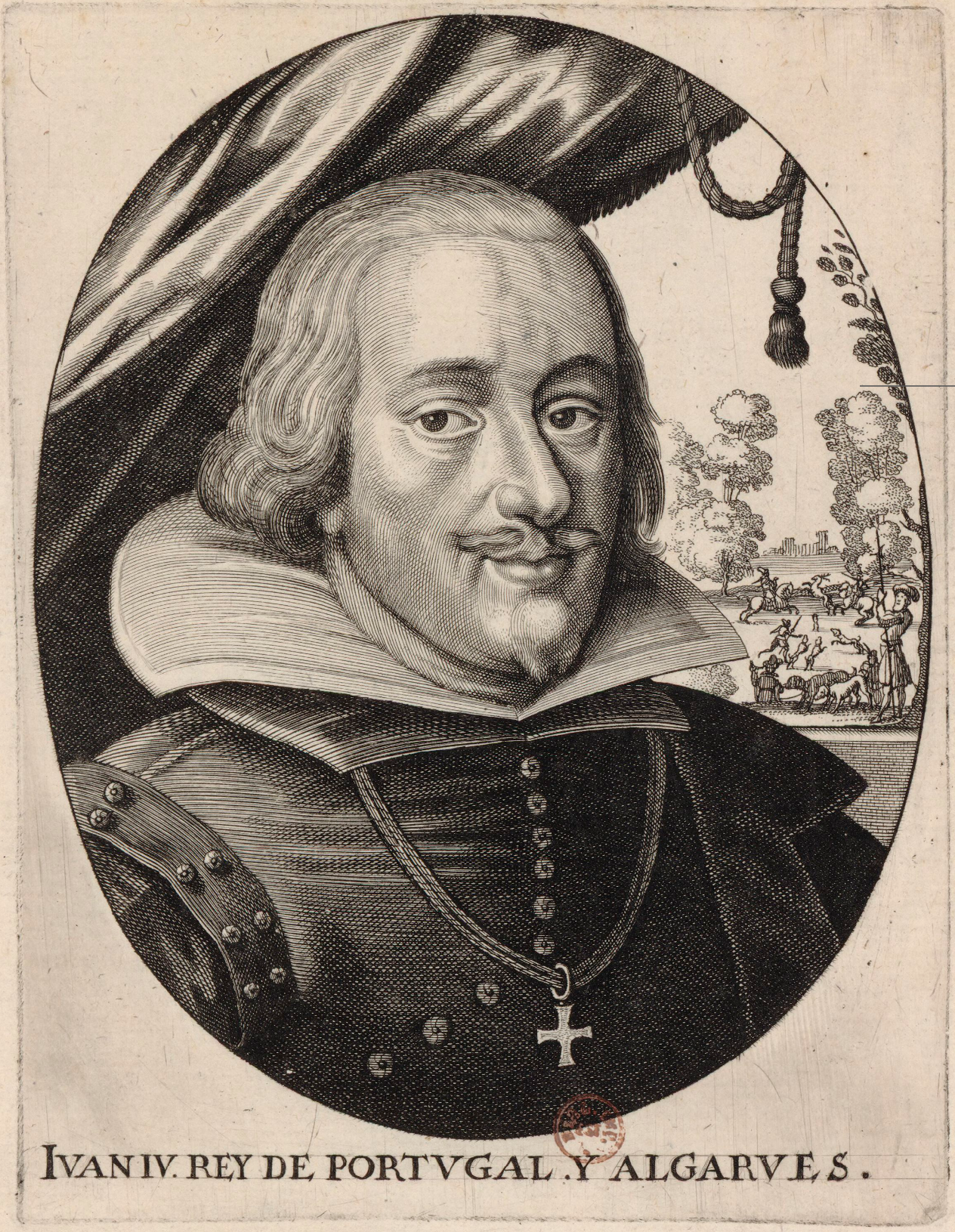
D. João IV, Rei de Portugal e Algarves. (Biblioteca Nacional da França)

Aclamado D. João IV, Portugal tratou de obter apoio da coligação antiespanhola: França, Províncias Unidas, Dinamarca, Suécia. Embaixadas extraordinárias foram ainda enviadas à Inglaterra e à Santa Sé. Só com Inglaterra e Suécia não havia contencioso que dificultasse o entendimento.
O litígio colonial constituía um estorvo à normalização das relações entre Portugal e Províncias Unidas, ainda que esta fosse de interesse tanto da Haia quanto de Lisboa. Portugal insistia que a posse injusta não poderia gerar títulos. Como Madrid haveria usurpado o Reino, Haia deveria restituir o que lhe tomou.
As relações luso-neerlandesas restabeleceram-se sob o signo da desconfiança mútua. Em 1641, um tratado consagrou uma trégua de dez anos. Ele pode ser considerado benéfico aos portugueses, já que o estado de guerra convinha à Companhia das Índias Ocidentais e à Companhia das Índias Orientais. Porém, foi recebido, no Reino, como uma derrota diplomática.
Esse acordo de trégua de dez anos congelou o status quo territorial, previu a cooperação naval contra a Espanha, bem como a compra de armamentos e o recrutamento de tropas nas Províncias Unidas. Quanto à restituição das colônias, o artigo 24 previa uma eventual reivindicação. O tratado ainda normalizou o comércio, assim como garantiu liberdade religiosa aos comerciantes neerlandeses em Portugal.
A trégua vigoraria no ultramar, a partir da data de recebimento nas colônias do comunicado oficial de ratificação. Não havia artigo relativo à devolução de colônias tomadas após a assinatura do tratado, como Sergipe (gado), Maranhão (fortaleza militar) e Angola (escravos) entre 1641 e 1642. Apenas em julho de 1642, o Brasil Holandês recebeu o comunicado oficial da trégua, tendo desde então se expandido.

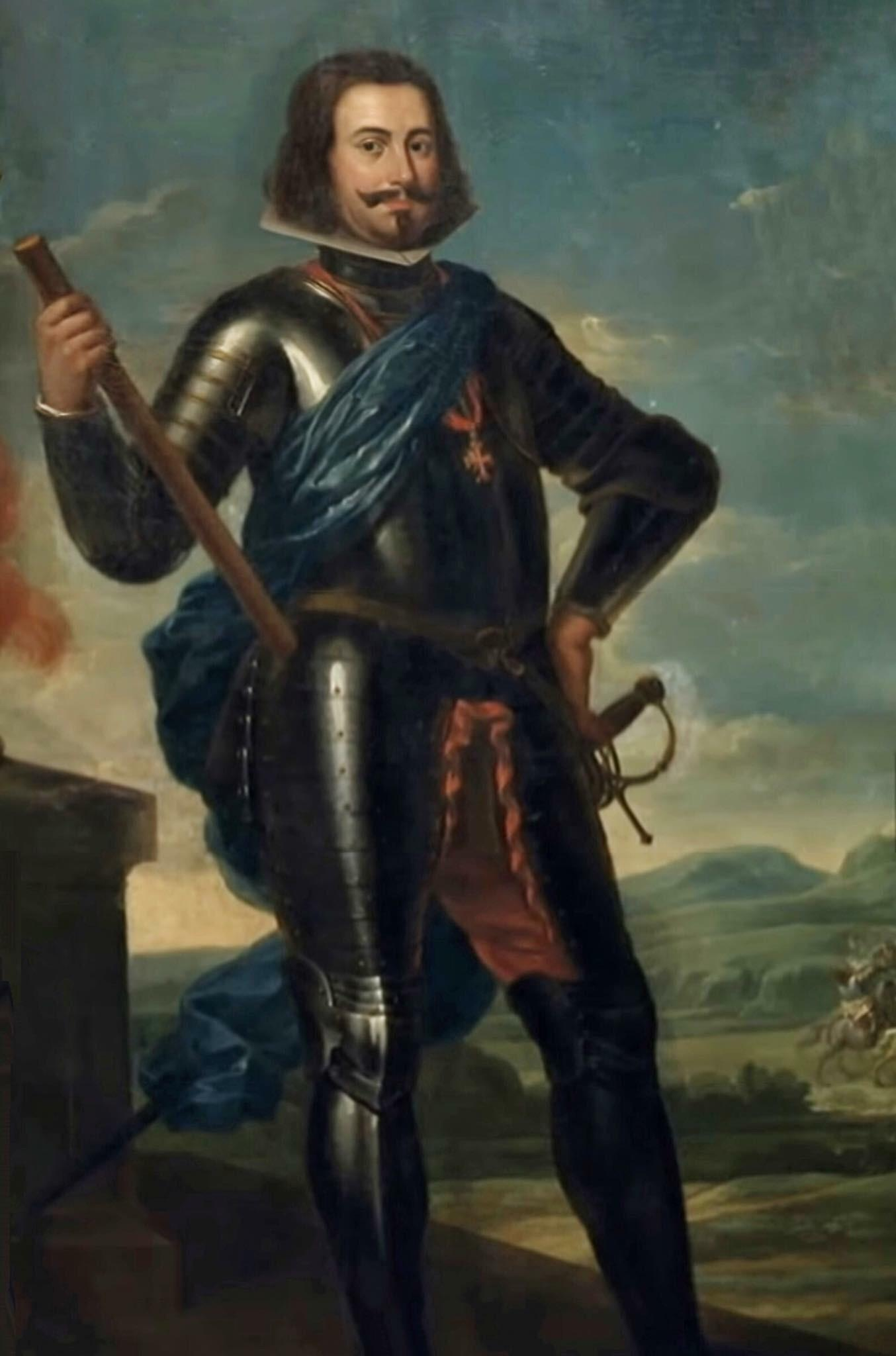
D. João IV, Rei de Portugal e Algarves, Paço Ducal de Vila Viçosa

Assim, a trégua de 1641 foi recebida com decepção ainda maior entre os luso-brasileiros do Brasil holandês. Já em 1641, um grupo de homens, inclusive João Fernandes Vieira, havia tomado a iniciativa de despachar uma carta a Lisboa, informando el-Rei de que estavam prontos para a restauração no Brasil holandês.
Um plano insurrecional no Brasil holandês começou a ser aventado, uma vez que o confronto direto resultaria em derrota lusitana. O plano não adveio dos conselhos da Coroa, senão de cabala palaciana protagonizada pelo conde de Penaguião (camareiro-mor de D. João IV). Malgrado o veto do Conselho de Estado, órgão administrativo central, a trama prosperou. Enquanto Maurício de Nassau governava, a conspiração fora contida por sua ampla aceitação. Contudo, sua partida deu fôlego à trama.
Nomeado governador-geral do Brasil, Antônio Teles da Silva chegou a Salvador, em agosto de 1642, com o objetivo de articular a insurreição. Enviou Vidal de Negreiros a Recife para sondar ânimos e verificar o estado militar.
Ao mesmo tempo, ao generalizar-se a ideia de que os neerlandeses não eram confiáveis, e de que o restante do Brasil corria risco, a opção pela restauração militar do Nordeste tomou fôlego. Nesse contexto, o decreto régio que criou o Conselho Ultramarino, em 1643, visava rever as relações de força no Atlântico sul.
Na expectativa do desfecho das operações em 1645, João IV ordenou a suspensão dos entendimentos diplomáticos com Haia. O triunfo a meias da insurreição revelou-se um desastre diplomático. Não reconquistar tudo de uma vez era pior que não reconquistar nada: o rei arcava com o ônus da violação da trégua.
Em abril de 1646, Sousa Coutinho oficializou a proposta de compra aos Estados Gerais, que não arredavam o pé da restituição. Em fins de 1646 e em 1647, o rei decidiu-se por sustentar a insurreição de modo que a utilizasse como pressão diplomática sobre os Estados Gerais.
O jesuíta Antônio Vieira aconselhou o monarca a elevar a proposta de compra, com receita adicional para suborno. Quando, em 1648, a questão pernambucana atingia seu auge em Lisboa, os pareceres em prol da restauração tiveram a convalidação do rei (Charles Boxer discorda, pois acredita que o rei nunca chegou a apoiar a ressurreição). O plano insurrecional foi tramado em sigilo. Provas de cumplicidade régia com os colonos foram evitadas. Na metrópole, o Conselho Ultramarino foi marginalizado dessas decisões. Poucos sabiam do que transcorria.
Ao mesmo tempo, sucediam-se oficialmente negociações sobre entrega do Nordeste, em face de preocupações com a hostilidade espanhola. O Acordo da Haia visava à paz com as Províncias Unidas ao preço da entrega do Nordeste. Muitas vozes protestaram no Reino: a aristocracia, a Igreja, a burocracia régia, o Conselho de Estado e a praça de Lisboa.
As oscilações de João IV em face do negócio do Brasil devem ser entendidas no contexto da fragilidade do seu trono. A restauração fora um golpe dos estratos médios da nobreza contra a alta nobreza, maior beneficiária da União Ibérica no lado lusitano. A consolidação ocorreria apenas com o tratado de paz com a Espanha (1668). Importa notar que, até 1706, o processo decisório baseava-se num demorado trâmite entre os conselhos, de cujos pareceres dependia a decisão régia. A função do rei era arbitral entre os estamentos.
A entrega do Nordeste viera a exasperar a fibra sebastianista do Reino, que fora reanimada pela restauração oito anos antes. Os partidários da paz logo perderiam a parada para os “valentões”, que queriam a guerra. Antônio Vieira manteve-se em defesa do Acordo. Seria acusado de “entreguista” por toda a vida.
Os argumentos críticos ao texto da Haia prevaleceram, e o tratado foi rejeitado:
1. A ideologia de expansão ultramarina, a saber, a propagação da fé católica, favorecia a intervenção do Reino;
2. Quer por ter começado com ordem régia, quer por proteção contra usurpadores estrangeiros, o rei teria o dever moral de apoiar a insurreição;
3. O acordo seria injusto. Ressarcia as Províncias Unidas pelo Nordeste, mas ignorava prejuízos lusitanos em Angola, São Tomé e Ceilão.

Em 1649, a Companhia Geral de Comércio do Brasil foi criada por João IV, em aberta oposição ao Santo Ofício. A empresa teve origem numa ideia de Antônio Vieira, que idealizara uma companhia semelhante às Companhias das Índias Ocidentais e das Índias Orientais neerlandesas. Foi o procurador da Fazenda, Pedro Fernandes Monteiro quem reuniu os “assentistas”, comerciantes que financiavam a Coroa, em torno do projeto. Em troca do monopólio do fornecimento de quatro gêneros (trigo, vinho, azeite e bacalhau) para a colônia por 20 anos; da concessão do estanco régio sobre pau-brasil, e da cobrança de taxas e fretes, a companhia geral manteria uma escolta protetora de 36 barcos de guerra. Vieira foi contrário ao resgate do projeto, pois defendia o Acordo da Haia. 1649 é, aliás, o ano da primeira denúncia contra Vieira, junto ao Santo Ofício. Em 1660, ele seria encarcerado.
As consequências do segundo conflito anglo-neerlandês (1652 – 1654) constituem exemplo de interferência de uma sequência histórica na outra, e não de acaso. Esboçou-se uma aliança anglo-portuguesa em detrimento das Províncias Unidas. A Companhia das Índias Ocidentais perdeu o Recife e as praças costeiras. Não que o conflito tivesse interrompido as comunicações entre a República e o Brasil holandês, mas estorvou o envio de ajuda devido à concentração de forças na Europa. Ao surgir diante de Recife, em 1653, a armada da Companhia Geral de Comércio deparou-se com poucos navios inimigos.
A demanda por embarcações bem artilhadas de grande porte no Brasil, durante a guerra holandesa no Brasil, deu impulso à influência inglesa no Reino. O acordo luso-inglês de 1654 é o primeiro de uma série que culminaria em Methuen, consolidando a hegemonia comercial da Inglaterra em Portugal. Seria danoso aos interesses lusitanos, pois concedia mais favores ao comércio inglês que ao português.
Em maio de 1654, conhecida nas Províncias Unidas a capitulação de Recife, Haia reagiu por meio da emissão de cartas de marca contra a navegação portuguesa ao norte da linha equatorial, e a Companhia das Índias Ocidentais continuou a pregar a recuperação do Brasil holandês. Não obstante, amiudavam-se em Portugal os rumores de represálias batavas. Havia no entanto receios de operações anglo-neerlandesas, após a paz, contra o reino católico. Quando da paz de Westminster, ventilou-se a ideia de reconhecimento inglês do Brasil holandês.
Na agenda exterior batava, o Brasil holandês não poderia ter prioridade sobre o Báltico, onde Estocolmo atritava com Haia. Porém, Portugal não fora esquecido. Finda a guerra com a Inglaterra, os neerlandeses rearmam e reorganizam sua marinha. Solucionada a questão báltica, o poder batavo poderia virar-se contra o reino.
O Tejo chegou a ser bloqueado por forças neerlandesas. Acuado, Portugal aceitou o Tratado da Haia, de 6 de agosto de 1661, que convencionou a indemnização pelo Nordeste. A coroa adiou o quanto pôde a sua divulgação. A implementação foi motivo de dissídio de lado a lado. Portugal postergava: não havia como o Reino honrar as cláusulas financeiras, quanto às comerciais, além de ruinosas, requeriam negociações de recompensas a Inglaterra.
Como não dispunha de recursos para comprar a paz com as Províncias Unidas e a aliança com a Inglaterra simultaneamente, Portugal ratificou o tratado da Haia de modo a descumpri-lo. A comunicação oficial da paz ao Brasil tardou até 1663.

### Cortes em Lisboa em 1653
As cortes juraram herdeiro Afonso, futuro Afonso VI de Portugal, dada a morte aos 19 anos do seu irmão, o brilhante príncipe Teodósio e permitiram um novo esforço militar e financeiro que esteve na base das vitórias alcançadas um decénio mais tarde.

### Morte e juízo dos cronistas

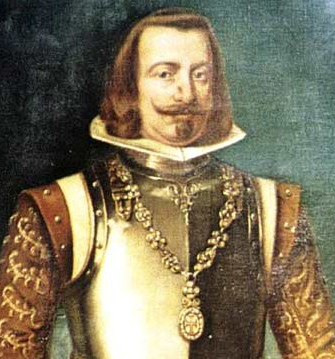
D. João IV, Rei de Portugal e Algarves, Museu Militar de Lisboa

O rei faleceu em 6 de novembro, devido ao «mal da gota e da pedra» de que fala o conde da Ericeira, doença que se manifestara em 1648. Jaz no Panteão Real da Dinastia de Bragança, no mosteiro de São Vicente de Fora, em Lisboa. No seu testamento, datado de 2 de novembro de 1656, confiou a regência à mulher, Luísa de Gusmão.
Diz Veríssimo Serrão que «a historiografia liberal procurou denegri-lo na ação de governo, mas as fontes permitem hoje assentar um juízo histórico completamente diferente. (...) Deve pôr-se em relevo a ação do monarca na defesa das fronteiras do Reino (....). Também providenciou no envio de várias embaixadas às cortes europeias, para a assinatura de tratados de paz ou de trégua, a obtenção de auxílio militar e financeiro e a justificação legítima de 1640.»
Deve-se-lhe a criação do Conselho de Guerra (1640), da Junta dos Três Estados (1643), do Conselho Ultramarino (1643) e da Companhia da Junta de Comércio (1649), além da reforma em 1642 do Conselho da Fazenda. E a regulamentação dos negócios da Secretaria de Estado, para melhor coordenação das tarefas de Governo. Está em 29 de novembro de 1643 foi dividida em Secretaria de Estado, de um lado, que coordenava toda a política interna e externa, e à «das Mercês e Expediente», do outro, que tratava de «consultas, despachos, decretos e ordens» não dependentes da outra Secretaria.
Promulgou abundante legislação para satisfazer as carências de governo na Metrópole e no Ultramar. E, para além do monarca e do restaurador, impõe-se considerar nele o artista e o letrado, o amador de música que, no seu tempo, compondo o hino Adeste Fideles, esteve à altura dos maiores de Portugal.»

### Excomunhão

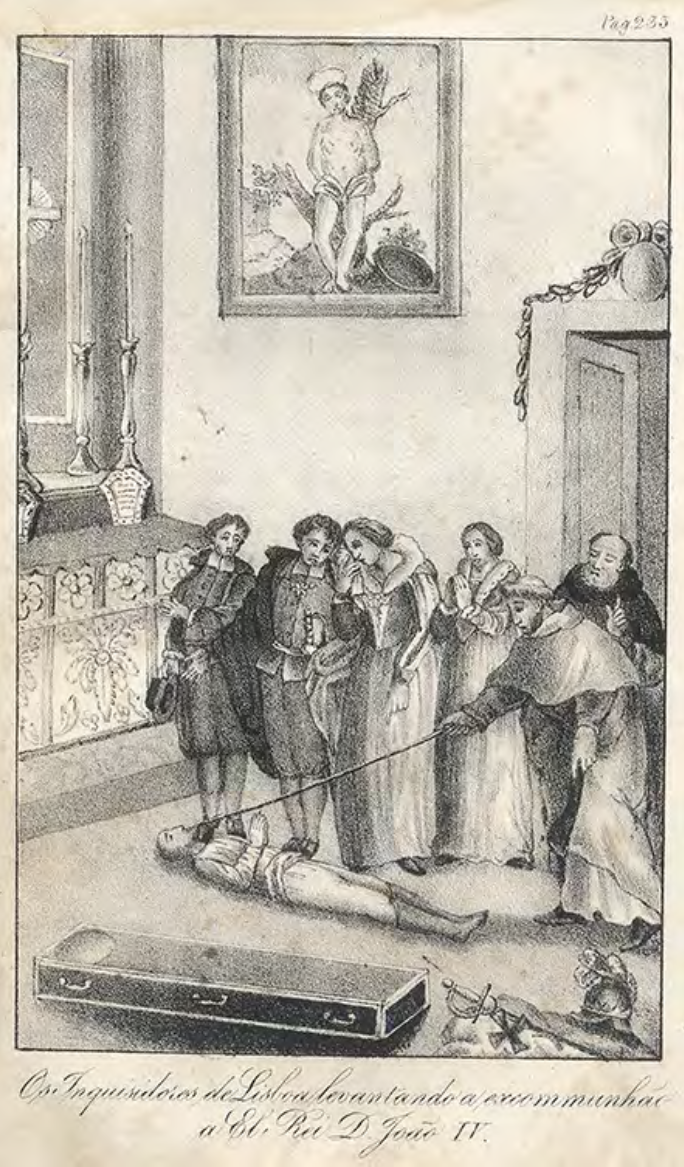
Os Inquisidores de Lisboa levantando a excomunhão a El-Rei D. João IV, exumado - GEO, Colecção Vieira da Silva

João IV teve, logo desde o princípio do reinado más relações com o Santo Ofício, em virtude do inquisidor-geral, D. Francisco de Castro, estar implicado na conspiração para o assassinar (1641) além desta instituição ter tentado julgar portugueses enviados para combater pela Holanda. Proibiu a Inquisição de confiscar bens em resultado de execução dos processos e em virtude disso excomungado em 1647, seguido de nova excomunhão em 1649. Após a sua morte, o seu corpo foi exumado, despojado das vestes reais e submetido ao levantamento da excomunhão na presença da rainha viúva e dos infantes.

## Títulos, estilos e honrarias

### Títulos e estilos
- 19 de março de 1604 – 29 de novembro de 1630: "Sua Senhoria, Dom João de Bragança"
- 29 de novembro de 1630 – 1 de dezembro de 1640: "Sua Excelência, o Sereníssimo Duque de Bragança, etc."
- 1 de dezembro de 1640 – 6 de novembro de 1656: "Sua Majestade, o Rei"

O estilo oficial de D. João IV enquanto Rei de Portugal: "Pela Graça de Deus, João IV, Rei de Portugal e dos Algarves, d'Aquém e d'Além-Mar em África, Senhor da Guiné e da Conquista, Navegação e Comércio da Etiópia, Arábia, Pérsia e Índia, etc."

### Honrarias
Enquanto monarca de Portugal, D. João IV foi grão-mestre das seguintes ordens:
- Ordem dos Cavaleiros de Nosso Senhor Jesus Cristo
- Ordem de São Bento de Avis
- Antiga, Nobilíssima e Esclarecida Ordem de Sant'Iago da Espada
- Antiga e Muito Nobre Ordem da Torre e Espada

## Genealogia

### Casamento e descendência
Não tendo vingado o projeto de casamento com Mademoiselle de Nevers, encaminhado pelo cônsul francês Saint-Pé (1625), veio a escolher mulher na Casa de Medina-Sidónia (uma das maiores de Espanha), recebendo Luísa de Gusmão por esposa em 12 de janeiro de 1633 em cerimônia de grande fausto. Casou em Elvas com Luísa de Gusmão, batizada Luísa Maria Francisca, nascida em Sanlucar de Barrameda 13 de outubro de 1613, que morreria em 27 de fevereiro de 1666 no claustro de Xabregas, em Lisboa. Era filha primogênita de Juan Manuel Perez de Guzman, 8º duque de Medina-Sidonia e Joana de Sandoval, filha do 1.º duque de Lerma Francisco Sandoval, de grande nobreza, neta pelo lado paterno dos duques de Bejar e de Pastrana, e pela mãe dos duques de Gandia e de Medina Coeli. Trouxe grande dote e inteligência, dando-lhe sete filhos. A ratificação do casamento realizou-se com grande pompa em Elvas a 12 de janeiro de 1633, celebrante o bispo Sebastião de Matos Noronha, futuro Arcebispo de Braga, havendo grandes festas em Vila Viçosa. O casamento respondia ao desejo do conde-duque de Olivares, tanto que restituiu à casa de Bragança o ducado de Guimarães e outras prerrogativas. Ela seria regente do reino de 1656 a 1662. Seu irmão, o general Gaspar Alonso Pérez de Guzmán (morto em 1664), foi 9º duque de Medina Sidonia, governador da Andaluzia, e conspirou com o Marquês de Ayamonte para uma Andaluzia independente, na imitação do cunhado: descoberta a conspiração, perdeu parte dos bens.
| Nome | Retrato | Longevidade | Notas |
| Havidos de Luísa Maria Francisca de Gusmão e Sandoval (13 de outubro de 1613 – 27 de fevereiro de 1666; casados a 12 de janeiro de 1633) | Havidos de Luísa Maria Francisca de Gusmão e Sandoval (13 de outubro de 1613 – 27 de fevereiro de 1666; casados a 12 de janeiro de 1633)                    | Havidos de Luísa Maria Francisca de Gusmão e Sandoval (13 de outubro de 1613 – 27 de fevereiro de 1666; casados a 12 de janeiro de 1633) | Havidos de Luísa Maria Francisca de Gusmão e Sandoval (13 de outubro de 1613 – 27 de fevereiro de 1666; casados a 12 de janeiro de 1633) |
| --- | --- | --- | --- |
| Teodósio, Príncipe do Brasil | Retrato de um jovem de cabelo preto, comprido, com uma armadura e uma cola de renda                                                                         | 8 de fevereiro de 1634 – 13 de maio de 1653                                                                                              | Como primogénito, assumiu o título de Príncipe do Brasil, título especialmente criado em sua honra, enquanto herdeiro do trono, por carta do pai de 27 de outubro de 1645. De saúde frágil, faleceu aos 19 anos, de uma tuberculose pulmonar. |
| Ana de Bragança | | 21 de janeiro de 1635 | Nasceu e faleceu no Paço Ducal de Vila Viçosa, no mesmo dia. Foi sepultada no Panteão das Duquesas de Bragança. |
| Joana, Princesa da Beira | Retrato de uma jovem de cabelos escuros, pelos ombros, com um vestido verde e com rendas brancas                                                            | 18 de setembro de 1636 – 17 de novembro de 1653                                                                                          | Tornou-se a primeira Princesa da Beira, título criado por seu pai em 1645 para ser atribuído à filha mais velha do monarca de Portugal. Faleceu jovem, aos 17 anos. |
| Catarina, Rainha da Inglaterra | Retrato de uma senhora de cabelos pretos, encaracolados, com um vestido de veludo preto, e um manto de arminho, sentada num trono dourado                   | 25 de novembro de 1638 – 31 de dezembro de 1705                                                                                          | Após a morte da irmã mais velha, D. Joana, assumiu o título de Princesa da Beira. Posteriormente, tornou-se rainha consorte de Inglaterra e Escócia por seu casamento com o rei Carlos II da Casa de Stuart. Catarina sofreu, por três vezes, abortos espontâneos, e do casamento não houve descendência.                                                          |
| Manuel de Bragança | | 6 de setembro de 1640 | Nasceu e faleceu no Paço Ducal de Vila Viçosa, no mesmo dia. Foi sepultado no Panteão dos Duques de Bragança. |
| Afonso VI de Portugal | Retrato de um jovem, de pé, de cabelos castanhos compridos, vestindo uma armadura e uma faixa azul                                                          | 21 de agosto de 1643 – 12 de setembro de 1683                                                                                            | Nascido como Infante de Portugal, Afonso não estava destinado a reinar, mas tornou-se herdeiro do trono com a morte do irmão D. Teodósio em 1653. Mentalmente incapaz de governar, foi deposto do trono pelo irmão, D. Pedro, que o sucedeu no trono quando ele morreu. Casou-se com Maria Francisca de Saboia, tendo sido o casamento anulado por não consumação. |
| Pedro II de Portugal | Retrato a corpo inteiro de um homem, vestido de armadura e com um manto de arminho e forro a veludo vermelho, com uma peruca comprida, preta e encaracolada | 26 de abril de 1648 – 9 de dezembro de 1706                                                                                              | Assegurou a regência do reino desde 1668, devido à instabilidade mental do irmão, D. Afonso VI. Sucedeu-lhe no trono em 1683. Desposou a cunhada, D. Maria Francisca de Saboia, de quem teve uma filha; e casou em segundas núpcias com Maria Sofia Isabel, Condessa Palatina de Neuburgo, de quem teve sete filhos.                                               |
| Havidos de outra senhora, incógnita | | | |
| Maria de Bragança | | 30 de abril de 1644 – 7 de fevereiro de 1693                                                                                             | Dedicou-se à vida religiosa e está sepultada no Convento de São João dos Carmelitas Descalços. |

## D. João IV músico
D. João IV foi um monarca que cultivou a música quer enquanto compositor, quer enquanto tratadista. Tinha a maior biblioteca musical da Europa que infelizmente pereceu com o terramoto de 1755. Algumas das suas obras:

### Obras teóricas
- Defensa de la música moderna contra la errada opinion del obispo Cyrilo Franco, 2 dezembro 1649 (?Lisboa, ?1650) [?ed. P. Craesbeeck]; transcrição italiana (?Veneza, ?1649–58); edição moderna de Mário de Sampayo Ribeiro (Coimbra, 1965), [inclui facs-similes.]
- Respuestas a las dudas que se pusieron a la missa Panis quem ego dabo de Palestina [sic]; impressa en el quinto libro de sus missas, 25 Sept 1654 (?Roma, ?1655); edição moderna de Mário de Sampayo Ribeiro (Lisboa, 1958), [inclui facs-similes.]
- Primeira Parte do Index da Livraria de Música do Muyto Alto e Poderoso Rey D. João o IV Nosso Senhor, Lisboa, Paulo Craesbeeck, 1649.

### Composições
- Dois Motetos, 6vv, inc.: Anima mea turbata est, Vivo ego, in João Lourenço Rebelo, Psalmi tum vesperarum tum completorii, (Roma, 1657).
- Atribuição de autoria: Crux fidelis, 4vv, D-Dlb; ed. G. Schmitt,

- rée (Paris, 1869); edição moderna de J. Santos, A polifonia clássica portuguesa (Lisboa, 1937); Adjuva nos, 4vv, P-Lf [Manuscrito "Livro de S. Vicente de Fora"].